# Asthenotricha torata
Asthenotricha torata is een vlinder uit de familie spanners (Geometridae). De wetenschappelijke naam van deze soort is voor het eerst geldig gepubliceerd in 1932 door de Engelse entomoloog Louis Beethoven Prout. De vlinder was verzameld op Madagascar door mevrouw  N. D'Olsoufieff in 1930.
De soort komt voor in tropisch Afrika.